# Konstgjort hjärta

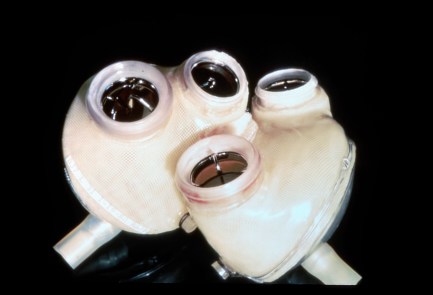
En typ av konstgjort hjärta.

Ett konstgjort hjärta ersätter hjärtats bägge lägre kammare. Dessa kammare kallas ventriklar. Om en persons båda ventriklar har slutat fungera på grund av hjärtsvikt, och tillståndet är så pass allvarligt att inga andra behandlingar har varit framgångsrika, kan ett konstgjort hjärta ersätta ventriklarna. Ett konstgjort hjärta är inte samma sak som en hjärttransplantation, vid vilken en kirurg ersätter en persons sjuka hjärta med ett friskt hjärta från en organdonator. Det konstgjorda hjärtat kan behövas antingen för att hålla en patient vid liv i väntan på en hjärttransplantation eller om båda ventriklarna har slutat fungera men en hjärttransplantation inte är aktuell.